# Emblème du Vietnam

Emblème du Viêt Nam réunifié depuis le 2 juillet 1976.

L'emblème de la république socialiste du Vietnam est de forme circulaire et est similaire à celui de la république populaire de Chine ; au centre, sur un fond de gueules, figure une étoile à cinq branches entourée d'épis de riz d'or. Dans la partie inférieure, on peut voir une roue d'engrenage et une ceinture de gueules sur laquelle figure la dénomination officielle du pays : « Cộng hoà xã hội chủ nghĩa Việt Nam » (république socialiste du Vietnam). 

Emblème du Viêt Nam du Nord (1955–1976)

Blason du Viêt Nam du Sud (1954–1955)
Emblème du Viêt Nam du Sud[1] (1957-1963)
Blason du Viêt Nam du Sud (1963-1975)
Blason du Viêt Nam du Sud (1963-1975)
Emblème du Gouvernement révolutionnaire provisoire de la république du Sud Viêt Nam (1969-1976)

L'emblème du Viêt Nam sur le bâtiment du siège de l'Assemblée nationale du Viêt Nam à Hanoï.